# Кит-Озеро
Кит-Озеро — деревня в Бавлинском районе Татарстана. Входит в состав Покровско-Урустамакского сельского поселения.

## География
Находится в юго-восточной части Татарстана на расстоянии приблизительно 16 км по прямой на юго-восток от районного центра города Бавлы у речки Ваешур.

## История
Основан в 1920-х годах.

## Население
Постоянных жителей было: в 1926 — 86, в 1938—115, в 1949 — 91, в 1958 — 84, в 1970 — 95, в 1979 — 75, в 1989 — 83, в 2002 − 75 (русские 38 %, удмурты 47 %), 87 в 2010.